# Zygaspis nigra
Espèce
Synonymes
- Zygaspis niger Broadley & Gans, 1969

Statut de conservation UICN

 LC  : Préoccupation mineure
Zygaspis nigra est une espèce d'amphisbènes de la famille des Amphisbaenidae.

## Répartition
Cette espèce se rencontre :
- dans l'est de l'Angola ;
- en Namibie ;
- au Botswana ;
- dans l'ouest de la Zambie.

## Publication originale
- Broadley & Gans, 1969 : A new species of Zygaspis (Amphisbaenia: Reptilia) from Zambia and Angola. Arnoldia (Rhodesia), vol. 4, n. 25, p. 1-4.